# 刘源 (1951年)
刘源（1951年2月22日—），男，湖南宁乡人，生于北京，中华人民共和国政治人物。刘源是前国家主席刘少奇与王光美之子。曾就读于北京市第四中学。刘源先从政，后从军。从政期间，历任河南省郑州市副市长，河南省人民政府副省长。进入军界后，历任武警部队副政委，中国人民解放军军事科学院政委、中国人民解放军总后勤部政治委员、全国人大财政经济委员会副主任委员等职。是中国共产党第十七届、十八届中央委员，上将军衔。

## 生平

### 早年经历
1951年生于北京；1964年7月，从北京实验二小毕业，在中央警卫团军训一个暑假，在中南海站门岗；1964年至1965年，北京四中读初一；1965年7至8月，去位于北京郊区的北京卫戍区骑兵连学骑马；1965年至1966年，北京四中读初二；把北京四中高三（5）班的两位学长写的一封公开信转交给时任国家主席刘少奇。这封公开信要造资产阶级教育制度的反，称当时的教育考试制度特别是高考制度让搞白专的留下来了，把闹革命的工农兵都挡在学校外面。这封信刊载在1966年6月18日的《人民日报》上。1966年6月高考制度正式取消。1966年7月，在北京卫戍区警卫3师9团某连军训；8月5日，中共中央主席毛泽东发表针对国家主席刘少奇的《炮打司令部——我的一张大字报》，刘源被部队退回。在北京四中参加了中学生红卫兵组织——西城区纠察队。1967年初到4月间的某一段时间，与西纠的战友们蹲了公安部的监狱。
1967年9月13日，刘源和刘平平、刘亭亭两姊妹，连同简单的行李卷，被抛上一辆卡车，赶出了中南海。刘源无家可归住进了北京四中。1968年主动申请上山下乡，随大批北京知青一起分到山西省雁北地区山阴县白坊大队下放插队七年。同年10月，父亲刘少奇被罢免一切职务开除出党，翌年被迫害致死。当时专案组冒用刘源的名义填写了刘少奇的屍體火化單。1975年秋，作为白坊大队最后一名北京知青抽调回城，到北京起重机厂当铆工。（从1970年开始所有的上山下乡北京知青都分在北京郊县插队，在山西已经没有新插队的北京知青；别的省市也大都推行了类似的城市知青就近插队落户的政策。）1977年参加恢复后的首届高考，被北京师范学院（今首都师范大学）历史系录取，成为七七级大学本科生。

### 从政河南
1982年春大学毕业时加入中国共产党。大学毕业后，刘源选择了下基层。据习近平回忆，当时选择从北京下到地方基层的只有刘源和他。1982年后，任河南省新乡县七里营人民公社党委副书记、七里营乡副乡长，人称“公社第十七把手”，分管社队企业，奋斗一年抓出了成效。1983年4月，经新乡县人大常委会全票选举为新乡县副县长，负责抓全县的多种经营和工业生产。1984年又全票当选为新乡县县长。1985年初，当选为郑州市副市长，分管城市建设和对外经济贸易工作，主持完成了郑州市天然气进城工程，并领导了城市建设的一系列工程，获得百姓好评。
1987年底至1988年初，在河南省第七届人民代表大会上，许多代表对河南省省级干部的候选人名单不满意，因为可供差额的比例太小，另外候选人的年龄太大。所以河南代表联名举荐（不是由中共党组织提名）刘源为河南省副省长候选人，中共河南省委向中共中央请示，中央表示尊重人民代表的意愿。最终刘源以高票当选河南省副省长。任副省长期间，刘源主管工业、交通和安全工作。参与领导了全省大型工业项目建设工作，如全国最大的50万伏直流超高压变电站、全国投资最大的中原制药厂（后因六四事件后的国际形势对中国的不利影响，该厂最终倒闭）、拥有世界最先进的三套设备之一的中原化肥厂相继建成投产。
1989年北京学生运动期间，刘源在天安门广场和火车站等地夜以继日地劝学生保持理性，并成功劝回大批到北京声援的河南学生。在国务院总理李鹏宣布戒严时，刘源反对镇压。中共河南省委、河南省人民政府亦是当时少数几个反对镇压的省份。六四天安门事件最终以镇压收场，有评论称，刘源及河南省委在六四天安门事件中的态度使刘源本人的仕途受挫。

### 迁职军界
1992年5月，刘源任武警水电指挥部第二政委兼水电指挥部副主任，率部参加长江三峡水利枢纽工程建设，被授予武警少将警衔。离开河南省那天，刘源没有声张，只是去了新乡七里营乡刘庄村告别，许多人还是跑到郑州火车站为他送行。
1998年任中国人民武装警察部队副政委。2000年晋升武警中将警衔。2003年任中国人民解放军总后勤部副政委，被授予解放军中将军衔。2005年任中国人民解放军军事科学院政治委员。2009年晋升上将軍銜。2010年12月，出任中国人民解放军总后勤部政治委员。
在担任中国人民解放军总后勤部政治委员期间，刘源和总后勤部部长廖锡龙等人以总后勤部党委的名义举报总后勤部副部长谷俊山的贪腐问题。谷俊山声称自己后面有人（徐才厚）。徐才厚也向刘源表示：“刘源你告谷俊山，还没准谷俊山把你整倒了呢？”刘源、廖锡龙等人未受胁迫，坚持再次上报谷俊山的问题。2011年12月25日至28日，中国共产党中央军事委员会在北京举行军委扩大会议，内容之一就是中共十八大的军队代表的人选问题。与会者达近百人，包括中央军委全体成员，以及各总部、各兵种、各军种、各大军区、和各省军区的主要负责人。到了讨论阶段，刘源上将则向与会者展示一张军方高级军官在北京为自己建造“将军府”的照片，将谷俊山问题直接当众公布。随后他称“贪污军产、倒卖军火、卖官鬻爵、侵吞公款、私用公款、乱吃回扣等”问题普遍存在于军方，并以开国大将陈赓之子陈知建少将被索贿之事为例，公然把矛头指向徐才厚、郭伯雄和梁光烈三人。
在中共中央的支持下，2012年2月，谷俊山不再担任总后勤部副部长。然而军方内部仍然出现四次针对刘源的暗杀行动，分别发生于2012年3月刘源座车在京津高速公路油缸燃烧，司机死亡，警卫为保护刘源烧伤。同年7月，刘源在青岛度假，房间被扔燃烧弹。9月刘源在西安检查工作被打冷枪，凶手被警卫击毙。9月下旬，在济南检查工作，所住军区招待所402房的浴室煤气爆炸。2012年11月中共十八大以后，习近平接任中共中央总书记和中央军委主席主政军政，刘源力谏进行军队反腐，他也是习近平反腐的主要军界支持人之一。2014年3月，谷俊山涉嫌贪污、受贿、挪用公款、滥用职权犯罪案，由中国人民解放军军事检察院于中国人民解放军军事法院提起公诉。2014年10月27日，军事检察院对徐才厚涉嫌受贿犯罪案侦查终结，移送审查起诉。
2015年12月31日下午，国防部新闻发言人杨宇军表示，刘源任正大军区职期满，目前已免职，从领导岗位退下。

### 退居二线
2016年2月，任第十二届全国人大财政经济委员会副主任委员。
2018年2月24日，当选为第十三届全国人大代表。2018年3月，继续担任第十三届全国人大财政经济委员会副主任委员。在第十三届全国人大和第十四届全国人大选举国家监察委员会主任时，分别有2名和1名全国人大代表选举刘源。

## 著作
- 《你所不知道的刘少奇》 王光美 , 刘源，2000-07，河南人民出版社
- 《梦回万里 卫黄保华：漫忆父亲刘少奇与国防、军事、军队》（视频书）2018-09 人民出版社
- 《梦回千古 少奇永在：漫忆父亲刘少奇与新中国》（上集）（视频书） 2021-07 人民出版社
- 《梦回千古 少奇永在：漫忆父亲刘少奇与新中国》（下集）（视频书） 2022-09 人民出版社